# Мустаметса
Му́стаметса (эст. Mustametsa, «чернолесье») — деревня на севере Эстонии в волости Куусалу, уезд Харьюмаа.

## География и описание
Расположена в 39 километрах к востоку от Таллина. Высота над уровнем моря — 52 метра.
Климат умеренный. Официальный язык — эстонский. Почтовые индексы — 74639, 73640.

## Население
По данным переписи населения 2021 года, в Мустметса проживали 48 человек, из них 44 (91,7 %) — эстонцы.
Численность населения деревни Мустаметса по данным переписей населения:
| Год  | 1959 | 1970 | 1979 | 1989 | 2000 | 2011 | 2021 |
| ---- | ---- | ---- | ---- | ---- | ---- | ---- | ---- |
| Чел. | 76   | ↘ 70 | ↘ 55 | ↗ 60 | ↘ 56 | ↘ 50 | ↘ 48 |

## История
В конце XVII века на месте современной деревни Мустаметса было два хутора, в начале XIX века — только один хутор Мустаметса, который входил в состав деревни Вахасту. Когда во второй половине XVIII века из части деревни Вахасту была основана основана скотоводческая мыза Лууба (первое упоминание в 1765 году), некоторым семьям была предоставлена возможность построить дома на песчаном холме возле хутора Мустаметса. Деревня сформировалась из жилых домов мызных работников во второй половине XIX века. Согласно эстонскому этнографу Геа Троска, годом основания деревни считается 1866 год. При основании на месте деревни Каламяэ одноимённой скотоводческой мызы, часть её жителей переселилась в Мустаметса. После земельной реформы 1919 года в деревне было построено ещё несколько хуторов.
В народе деревня Мустаметса также известна как деревня Колу (эст. Kolu), Лаастукюла (эст. Laastuküla), Мусткюла (эст. Mustküla) и Сауникуте (эст. Saunikute).

## Комментарии
1. ↑  Эстонские топонимы, оканчивающиеся на -а, не склоняются и не имеют женского рода (исключение — Нарва)[8].